# Station Montowo
Station Montowo is een spoorwegstation in de Poolse plaats Montowo.